# Онлайн-опрос
Онлайн-опрос (интернет-опрос, web-опрос) — метод сбора социологической информации, который осуществляется на основе использования интернет-технологии. Зачастую онлайн-опросы проводятся по интерактивной анкете, размещённой на сайте и заполняемой с компьютера или мобильного устройства в режиме онлайн.

## История становления метода
Первым зарегистрированным опросом, осуществлённым посредством удалённого взаимодействия (электронной почты), считается исследование Kiesler и Sproull (1986), посвящённое изучению e-mail-коммуникации в рамках компании. Разрабатывая модель ограниченных невербальных средств («reduced social cues (недоступная ссылка)»), авторы утверждали, что электронная почта представляет собой обедненную форму коммуникации, поскольку обеспечивает недостаточное количество «социальных сигналов». Тем не менее, отмечалось, что в силу более низкой стоимости в будущем интернет-исследования будут проводиться более активно. Опросы в режиме онлайн начали осуществляться с 1994 года (Kehoe & Pitkow 1996). Самые первые из них инициировались отдельными организациями с целью изучения рынка или получения обратной связи от потребителей относительно качества предоставляемых услуг. Так, в 1996 американская ассоциация CASRO (недоступная ссылка) провела опрос среди ведущих компаний США, в результате которого было установлено, что 64 % респондентов высоко оценивали потенциал интернет-опросов и намеревались прибегнуть к их использованию в ближайшем будущем.
Метод онлайн-опроса развивался от использования электронной почты к созданию онлайн-панелей. Опрос при помощи рассылки анкет по электронной почте (e-mail-опрос) отличался простотой и не требовал специальной компьютерной подготовки от исследователя. Первоначально обработка возвращённых анкет шла вручную, позже программное обеспечение позволило обрабатывать анкеты полуавтоматически. Более всего опросы по электронной почте подошли для локальных исследований, например, в рамках учреждений. Опрос больших аудиторий проводился в группах новостей (newgroups), которые создавались для обсуждения определённых тем. Текст анкеты размещался на сайте и возобновлялся раз в несколько дней, чтобы его могли видеть новые посетители и вводить свои ответы. Метод позволял опрашивать целевые группы, которые сложно привлечь к опросам (например, анонимных алкоголиков).
Опрос на интернет-форумах или телеконференциях допускал постановку открытых вопросов и был хорош при опросе экспертов. Ещё одна технология — анкета, размещённая на web-страницах с использованием html-формата, позволила включать большое число вопросов и проводить автоматизированную обработку результатов. Создание опросов на web-страницах уже было невозможно без технической подготовки. Широкое применение в маркетинговых исследованиях нашли онлайн фокус-группы, позволяющие проводить интервью с несколькими респондентами в реальном времени. Выборка для онлайн-исследований обеспечивается рекрутированием потенциальных респондентов в онлайн-панели. Предварительное заполнение опросника о социально-демографических данных респондента, позволяет делать квотные выборки под задачи конкретных исследований.
Методологические дискуссии относительно использования онлайн-опросов также стали активно вестись начиная с середины 1990-х. Указывалось, что онлайн-опросы могут охватить максимально доступную выборку по минимальной цене и в кратчайшие сроки по сравнению с любыми другими из ранее существовавших форм проведения исследований (Anderson & Gansneder 1995; O’Lear 1996; Kehoe & Pitkow 1996; Schmidt 1997; Smith 1997). Sheehan & McMillan (1999) установили, что опросник, отправленный респонденту по обычной почте, возвращается заполненным в среднем через 11,8 дней, в то время как при электронной форме отправки срок возврата сокращается до 7,6 дней. Другие исследователи, например, Harris (1997) сообщали о ещё более сжатых сроках реакции на опросы по электронной почте (в среднем 2-3 дня).
Dillman (2000), отмечая, что онлайн-опросы основываются на двух предшествующих изменениях в сфере проведения исследований, а именно случайной выборке респондентов (1940-е годы) и внедрении телефонных опросов (1970-е годы), называл их самым существенным методологическим преобразованием исследовательской деятельности. Couper (2000), в свою очередь, подчёркивал, что социальные последствия распространения онлайн-опросов столь же значительны как и методологические: доступность и низкая цена технологий делают возможным проведение исследования любыми заинтересованными лицами, а не только исследователями-профессионалами, то есть происходит своеобразная «демократизация» данной сферы. Тем не менее, ряд авторов выразили озабоченность по поводу возможных негативных последствий указанного явления, прежде всего, методологических и этических, а также опасности пресыщения респондентов участием в опросах.
Ещё в 1994 году поднимался вопрос об уменьшения доли респондентов, согласившихся принять участие в опросе (Schuldt and Totten 1994). Comley (1996) отмечал, что в силу новизны используемой технологии доля респондентов, откликнувшихся на e-mail-опрос, составила 45 % по сравнению с 16 %, ответивших на тот же опросник, распространённый посредством обычной почтовой рассылки. Однако позднее Lozar с соавторами в ходе метаанализа данных, отражающих отклик респондентов на опросники, распространяемые различными способами, установил, что онлайн-опросы демонстрируют наихудшие показатели (Lozar, Bosnjak, Berzelak, Haas and Vehovar 2008). Широко обсуждались и проблемы репрезентативности Архивная копия от 17 июля 2020 на Wayback Machine выборок онлайн-исследований (Swoboda, Muehlberger, Weitkunat and Schneeweiss 1997; Schaefer and Dillman 1998; Dillman 2000). Coomber (1997) утверждал, что большая часть респондентов онлайн-опросов — это обеспеченные и образованные белые мужчины из развитых стран мира. В настоящее время подчёркивается необходимость изменения и совершенствования методологии онлайн-опросов в силу распространения интернет-технологий и увеличения числа пользователей онлайн-ресурсов: фокус внимания исследователей перемещается с изучения деятельности элитарного меньшинства к рассмотрению массовой активности пользователей сетевых ресурсов по всему миру (Hooley, Wellens, Marriott 2011).
В России попытки использования онлайн-методов в маркетинговых исследованиях начались в конце 1990-х годов. Первую онлайн-панель в холдинге «РОМИР» сформировали ещё в 1997 году, в 2001 году компания MASMI стала регистрировать респондентов.. Однако низкий уровень проникновения интернета, недоверие клиентов сдерживали развитие онлайн-исследований. К 2007 году доля онлайн-исследований в мире, по оценкам ESOMAR, уже составляла 20 % всего объёма маркетинговых исследований, а в России не превышала 5 %. 

Массовое использование онлайн-методов в маркетинговых исследованиях началось только с середины 2000-х годов. В 2006—2007 гг. стали регистрировать создавать онлайн-панели крупные исследовательские компании — «TNS Россия», GfK Rus, Ipsos, КОМКОН. На российский рынок пришли крупные иностранные компании — Global Market Insite (GMI, США), CINT (Швеция).
Тогда же, в 2007 году, была проведена первая конференция онлайн-исследователей и опубликован сборник «Онлайн-маркетинговые исследования: тенденции и перпективы». В 2016 году вышел четвёртый сборник.

## Методология проведения онлайн-опроса
Онлайн опрос следует логике традиционной опросной методологии. Задача массового опроса — определить связь между различными переменными (например, между социально-экономическим статусом и политическими предпочтениями). Он представляет собой опрос группы людей на основе сформированной выборки: подгруппы заданной совокупности, позволяющей делать относительно обоснованные выводы о всей совокупности в целом. При анализе полученных данных, как правило, используются разнообразные методы количественных измерений: корреляционный анализ, регрессионный анализ и пр. По своей технологии и организации самый новый онлайн-опрос наиболее близок к самой старой схеме массовых опросов — почтовому анкетированию, методу, имеющему более чем столетнюю историю.
Среди основных особенностей онлайн-опроса можно отметить заполнение веб-анкеты самими участниками опроса, наличие точных инструкций, возможность демонстрации многочисленных стимулов респондентам. Онлайн-опрос позволяет тестировать фото-, видео- и аудио-материалы. В целом, инструментарий онлайн опроса более богат и предоставляет большое количество разнообразных возможностей, таких как клик-тесты, методики eye-tracking, 3D моделирование товаров, визуальные шкалы для измерения эмоций и пр.

### Типы и виды онлайн-опросов
Наиболее полная на сегодняшний день классификация онлайн-опросов была предложена М. Купером, который, отталкиваясь от идей Л. Киша и Р. Грувза, классифицирует веб-опросы на основе типа выборки (случайная/неслучайная).
Неслучайные (невероятностные) подходы к опросу включают в себя следующие типы:
1. Развлекательный опрос/Web surveys as entertainment (опрос для обмена мнениями, «опрос дня»)
2. Опросы на основе самоотбора респондентов/Self-selected Web surveys (публикация открытого приглашения к опросу)
3. Опрос на основе панели волонтёров/Volunteer panels of Internet users (формирование базы волонтёров с последующим формированием выборки и приглашением к опросу)

Случайные (вероятностные) подходы к опросу включают в себя такие типы, как:
1. Перехват/Intercept surveys (исследование аудитории сайта, контроль повторного участия)
2. Выборка из списка для групп широкого покрытия/List-based samples of high-coverage populations (приглашение к участию отобранных респондентов, для групп, широко доступных через Интернет, например, студентов)
3. Смешанный дизайн с выбором метода заполнения/Mixed-mode designs with choice of completion method (доступ к онлайн-анкете как один из вариантов проведения опроса наряду с другими, популярно при обследовании организаций)
4. Опрос предварительно отобранных респондентов/Pre-recruited panels of Internet users (случайный отбор из участников панели на основе IP-адреса, персонального номера и т. п.)
5. Вероятностная выборка всего населения/Probability samples of full population (случайный отбор не через Интернет, обеспечение технической возможности участия для всех отобранных в онлайн-среде дальнейшем, используется панельный дизайн)[10].

Типология А. Мавлетовой включает пять основных типов веб-опросов, где
1. концептуальный объект приравнивается к реальным участникам опроса (главной особенностью является знание, желание, возможность и готовность респондентов участвовать в опросе, то есть это разновидность так называемых SLOP-исследований (self-selected opinion polls), основанных на невероятностной выборке добровольцев): «развлекательные» опросы, опросы посетителей Интернет-сайтов, опросы пользователей социальных сетей, опрос участников access-панелей;
2. генеральную совокупность формируют посетители конкретного Интернет-сайта: анализ предпочтений индивидов на основе изучения профилей пользователей социальных сетей, опрос посетителей сайта, отобранных по случайной выборке (в том числе exit polls и Random Web Interviewing);
3. генеральную совокупность формируют заданные социальные группы: опрос труднодоступных групп, опрос групп с высоким Интернет-проникновением с известной основой выборки;
4. результаты можно распространить на пользователей Всемирной сети (случайный отбор классическим способом и опрос только тех, кто имеет доступ в Интернет);
5. результаты можно распространить на совокупность, состоящую из пользователей и тех, кто не имеет доступ в Интернет: опрос, в котором Интернет выступает как альтернативный способ заполнения анкеты наряду с традиционными методами, репрезентативные онлайн-опросы населения[9].

### Преимущества и недостатки онлайн-опроса
Исследования в Интернете имеют преимущества по сравнению с другими опосредованными методами, в частности, телефонным опросом, выражающиеся в более высоком уровне готовности респондентов принять участие в исследовании и более дешёвой стоимости на одно интервью. Онлайн исследования также увеличивают уровень вовлечённости участников посредством включения визуального, звукового и текстового восприятия. Онлайн исследования оставляют возможность выбора удобного времени и места участия и могут быть завершены в любое удобное для респондента время.
В целом, можно выделить следующие преимущества онлайн-опроса:
- экономия ресурсов (не только денег, но времени и трудозатрат);
- большой объём выборки;
- быстрота опроса (возможно опросить несколько тысяч человек за короткий срок);
- возможность оперативного реагирования (например, изменение инструментария);
- широта охвата (преодоление границ и расстояний, доступ к различным социальным группам и сообществам);
- достижимость (возможность опросить тех, кто недоступен в реальной жизни, например, маргинальные группы);
- нацеленность (возможно построение специфической выборки);
- релевантность (самостоятельность) коммуникации, то есть более низкий уровень влияния интервьюера на респондента, возможность давать более развёрнутые ответы;
- высокий уровень доверия (обусловленный анонимностью онлайн-среды);
- широта охвата предметный полей (возможность изучать деликатные и закрытые для публичного обсуждения темы);
- организационная гибкость (респондент сам выбирает время и место участия);
- строгая логика проведения опроса (специальное программное обеспечение позволяет исключить традиционных ошибок заполнения анкеты);
- оперативный контроль по ходу заполнения анкеты (например, выявление логических противоречий в ответах и их исправление).

Кроме этого, опрос через Интернет даёт дополнительные возможности (помимо возможности выбора канала воздействия). Это возможности последующей коммуникации с респондентами, автоматического сбора дополнительной информации, автоматической фиксации данных и обработки анкет.
Главный недостаток онлайн-опросов связан с проблемой обеспечения репрезентативности выборки. Во-первых, это отсутствие основы выборки. Эта проблема может быть успешно решена в исследованиях организаций с широкими сетевыми базами, а также при построении выборки по результатам оффлайн опроса. Во-вторых, проблема охвата, то есть неспособность используемой выборочной процедуры охватить реальную генеральную совокупность (то есть задать известную ненулевую вероятность попадания в выборку для каждой единицы совокупности). И в-третьих, это не-ответы либо отказы от участия. Обычно успешно удаётся решить первые две.
К основным недостаткам и ограничениям онлайн-опроса относят следующие:
- отсутствие репрезентативности (структура населения не совпадает со структурой пользователей);
- стихийность выборки («метод самоотбора»);
- охват аудитории может не соответствовать искомой аудитории (например, ограничиваться посетителями одного сайта);
- подвижность, изменчивость социального пространства в Интернете (большая «смертность» панели, например);
- неоднократное участие в опросе (особенно при анонимном опросе);
- отсутствие данных о генеральной совокупности (например, о структуре аудитории портала или форума);
- намеренное искажение данных;
- возможность враждебных действий («взлом» программного обеспечения);
- ограниченная длина опросника (в практике — не более 20-25 вопросов);
- ограниченный контроль по ходу заполнения времени заполнения и количества исправлений в ответах (важно при использовании некоторых методик);
- коммуникационные проблемы (неверная интерпретация вопросов анкеты, ошибки в переходах, заполнении таблиц и пр.);
- индивидуальные параметры системы (влияние программного обеспечения, установленного на компьютере респондента).

Часть этих недостатков может быть устранена в ближайшем или отдалённом будущем. Для некоторых исследований эти ограничения являются критическими, в других — ими можно пренебречь.

## Онлайн-панель
Сегодня онлайн-панели являются ведущим методом сбора данных в области онлайн-опросов. Онлайн-панель представляет собой базу данных отобранных респондентов, давших согласие на регулярное участие в будущих онлайн-исследованиях. Участники регистрируются на специальных интернет-порталах, отвечая на ряд вопросов, как правило, раскрывающих их социально-демографический портрет и потребительские предпочтения. Впоследствии эта информация используется для таргетирования онлайн-опросов на нужную целевую группу. Обычно участники панели получают денежное вознаграждение или призы за участие в исследовании.
В зависимости от характера участников панели могут быть следующих видов: потребительские, бизнес-панели (B2B), специализированные (панели с автовладельцами, специалистами в области здравоохранения и пр.). Отдельным типом панели является панель, функционирующая по принципу онлайн-сообщества. В панели такого типа участники могут общаться друг с другом.
Также выделяют вероятностные и невероятностные онлайн-панели. В данном случае основанием для разделения служит способ формирования выборки. Невероятностная панель набирается путём самостоятельного решения пользователя стать участником панели. Такой способ формирования панели может вызвать недоверие к качеству данных. В этой ситуации невозможно определить генеральную совокупность, что плохо сказывается на валидности. Вероятностная панель формируется в соответствии с базовыми принципами формирования случайной выборки. Вне зависимости от конкретного метода набора респондентов основное требование состоит в том, что все члены интересуемой группы должны иметь равную возможность присоединиться к панели. В последнее время популярность набирает модель множественных источников, когда выборка формируется не только на основании собственной панели, но и на основе конкурирующих панелей, социальных сетей и рассылок приглашений по различным веб-сайтам. Одним из способов решения проблемы валидности данных является создание общенациональной онлайн-панели, основанной только на вероятностной выборке.
В России онлайн-панели включают в себя преимущественно молодые (18 — 45 лет) и образованные слои населения из-за относительно низкой степени проникновения интернета. В связи с этим онлайн-панель не всегда позволяет решить задачи, поставленные в широкомасштабном социологическом исследовании. Однако в маркетинговых исследованиях подобная ситуация обычно не представляет проблемы, так как зачастую компании ориентированы именно на получение информации именно о таких людях, являющихся наиболее активными потребителями их товаров и услуг. Кроме того с течением времени всё больше людей получают доступ к интернету и овладевают интернет-технологиями, что повышает репрезентативность исследований.
К настоящему времени выработаны определённые стандарты, предъявляемые к качеству панелей. Международная ассоциация исследовательских компаний ESOMAR предлагает перечень норм и стандартов, освещающих вопросы рекрутирования, верификации, стимулирования и обеспечения функционирования панелей. Так, при ректрутинге респондентов рекомендуется использовать двойное подтверждение участия: респондент обращается к владельцам панели, которые проверяют, действительно ли респондент является тем, за кого себя выдаёт, после чего респондент повторно отправляет письмо со своим согласием. Кроме того, владельцы панели обязаны предоставить респонденту достоверную информацию о самой панели, должны регулировать частоту участия панелистов в онлайн-опросах, хранить детальные сведения о каждом участнике панели, иметь чёткое определение того, кто может считаться активным участником панели, регулярно удалять неактивных участников, следить за тем, чтобы участники регулярно обновляли личную информацию и пр.
Рекрутирование в онлайн-панели обычно происходит через популярные интернет-ресурсы. Одним из недостатков панельного исследования в режиме онлайн может быть повышенная степень вовлечённости участника панели. Получая вознаграждение и/или испытывая особый интерес к прохождению тестов, участники панели могут намеренно искажать информацию о себе, чтобы пройти отбор и принять участие в исследовании. Данная проблема решается составлением грамотного скринера (анекты) с контрольными вопросами. Информация, полученная при регистрации участника в панели, также позволяет снизить риски. А вознаграждение, доставляемое через банковские и почтовые переводы, требует подтверждения личности.
К российским онлайн-панелям относятся проекты Анкетка, Экспертное мнение, Мое мнение, Ipsos i-say и др.

## Тенденции развития метода
К настоящему времени метод онлайн-опроса доказал свою состоятельность и уже не воспринимается с опаской исследователями, как это было несколько лет назад. Онлайн-опрос занял свою нишу наряду с традиционными методами поквартирного, телефонного, почтового и других опросов. По большей части признание метода стало возможно благодаря повсеместной интернетизации, что привело к устранению недостатков, связанных с репрезентативностью выборки, качество которой зависит от доступности Интернета потенциальной выборочной совокупности. Таким образом, в ближайшем будущем ожидается развитие метода, позволяющее проводить всё более репрезентативные исследования, так как сейчас, несмотря на существенные плюсы онлайн-метода, порой сложно закрыть глаза на качество полученных данных (смещение и репрезентативность выборки, недостоверность полученных данных и др). Как только Интернет и другие сопутствующие технологии станут доступными среди генеральной совокупности, будет гораздо легче решить проблему репрезентативности.
Учитывая возрастающие издержки, связанные с традиционными методами опроса «лицом-к-лицу», популярность онлайн-панелей продолжит расти. Уже сейчас они достаточно распространены и образовали специфический рынок, где у каждого есть свои конкурентные преимущества. Все панели постоянно работают над расширением функциональности, позволяющим справляться с существующими проблемами.
Развитие онлайн-опроса способствует развитию самой методологии опроса, так как онлайн-платформа позволяет фиксировать то, что раньше было недоступно с помощью традиционных печатных опросников или телефонных опросов. Так, например, благодаря онлайн-формату появилась возможность использовать дополнительные мультимедийные материалы. Респонденту может быть предварительно предоставлена для ознакомления музыкальная, графическая или видеоинформация, а затем исследовано его мнение относительно прочитанного, увиденного, услышанного. Более того, появляется возможность анализировать второстепенные данные, сбор которых ранее был невозможен. Это параданные (paradata) — данные о процессе собирания данных (время начала и время завершения прохождения опроса, время, затраченное для заполнения определённых блоков или отдельных вопросов, геолокация и т. п.). Все это ведёт к трансформации самой методологии опроса, что в будущем может сказаться на более качественных полученных данных. Так, например, с помощью параданных можно будет решить проблему ложных и произвольных ответов, которые можно будет вычислять по времени ответа респондента или по какой-либо другой информации о самом процессе прохождения опроса. Так же техническое развитие метода может позволить разрешить проблему неоднократного прохождения анкетирования.
Таким образом, можно сказать, что главным направлением развития данного метода является устранение существующих недостатков, что в свою очередь приведёт к расширению границ применения онлайн-опросов.